# Operation Clausewitz
Operation Clausewitz var en del af forsvaret af Berlin under Slaget om Berlin i Nazi-Tyskland i den afsluttende fase af anden verdenskrig. Det indledtes tidligt om morgenen den 20. april 1945 og indebar en række hidtil ukendte handlinger. Operationens fulde ordlyd er ikke afdækket, men man ved, at den inkluderede evakuering af Wehrmacht og SS i Berlin, samt destruktion af officielle dokumenter. Efter Clausewitz' indledelse blev Berlin nu endelig frontby.

## Portrættering på film
I spillefilmen Der Untergang fra 2004 findes der flere skildringer af, at der med udstedelsen af Operation Clausewitz skulle forflyttes og evakueres ministerier og tjenestesteder i Berlin. Eksempelvis diskuterer Heinrich Himmler og Hermann Fegelein i en scene under Førerens fødselsdagsreception samme dag et rygte om, at Hitler har befalet Operation Clausewitz, og at Berlin som frontby næppe kan holdes. Derefter vises det i en følgende scene, hvordan officielle dokumenter og attester bliver kastet på et bål uden for en stor administrationsbygning, som et direkte resultat af operationens igangsættelse. Senere forklarer Hitler under en situationsbriefing til den tilkaldte SS-general Wilhelm Mohnke, at han har udstedt Operation Clausewitz, erklæret Berlin for frontby, og at han har givet Mohnke ansvaret som Kampfkommandant (kampkommandant) under sikringen af regeringskvarteret.